# جامعة المستقبل هاكوداته (اليابان)
جامعة المستقبل هاكوداته (باليابانية: 公立はこだて未来大学) هي جامعة حكومية يقع مقرها الرئيسي في مدينة هاكوداته بمقاطعة هوكايدو في اليابان، تأسست عام 2000. تنقسم كلية علوم معلومات الأنظمة بالجامعة إلى قسمين: قسم هندسة الوسائط وقسم الأنظمة المعقدة والذكية.

## وصلات خارجية
- الموقع الرسمي باللغة الإنجليزية